# بيتير كانيرو
بيتير كانيرو (بالإنجليزية: Peter Canero)‏ (18 يناير 1981 بغلاسكو في المملكة المتحدة - ) هو لاعب كرة قدم بريطاني في مركز الوسط. شارك مع منتخب اسكتلندا لكرة القدم. أما مع النوادي، فقد لعب مع دندي يونايتد وليستر سيتي ونادي كيلمارنوك ونيويورك ريد بولز.

## مسيرته الكروية
لعب بيتير كانيرو خلال مسيرته الاحترافية مع 4 أندية في تسعة مواسم وسجل خلالها 11 هدفًا ضمن 149 مباراة. ولم يفز بأي موسم بالكأس أو بالدوري.
خاض بيتير كانيرو مسيرته مع نادي كيلمارنوك في موسم 1999–00 ليلعب معه خمسة مواسم، مشاركًا في 116 مباراة سجل خلالها 9 أهداف. ثم انتقل إلى نادي ليستر سيتي في موسم 2003–04 ولمدة موسمين، حيث شارك في 13 مباراة ولم يسجل أي هدف. لينتقل بعدها إلى نادي دندي يونايتد في موسم 2005–06 لمدة موسم واحد، مشاركًا في 11 مباراة سجل خلالها هدفين. ثم انتقل إلى نادي نيويورك ريد بولز ما بين عامي 2006 و2007 لمدة موسم واحد، مشاركًا في 9 مباريات ولم يسجل أي هدف.

## وصلات خارجية
- بيتير كانيرو على موقع الاتحاد الإسكتلندي (الإنجليزية)
- بيتير كانيرو على موقع الدوري الأمريكي (الإنجليزية)
- بيتير كانيرو على موقع قاعدة بيانات كرة القدم.إي يو (الإنجليزية)
- بيتير كانيرو على موقع ناشيونال فوتبول تيمز (الإنجليزية)
- بيتير كانيرو على موقع Soccerbase.com (لاعب) (الإنجليزية)
- بيتير كانيرو على موقع عالم كرة القدم.نت (الإنجليزية)